# روبرتو مونتورسی
روبرتو مونتورسی (انگلیسی: Roberto Montorsi؛ زادهٔ ۲۲ اوت ۱۹۵۱) بازیکن فوتبال اهل ایتالیا است.
از باشگاه‌هایی که در آن بازی کرده‌است می‌توان به باشگاه فوتبال پادوا، باشگاه فوتبال مونتسا، باشگاه فوتبال سورنتو کالچو و باشگاه فوتبال یوونتوس اشاره کرد.